# Oderady (rejon łucki)
Oderady (ukr. Одеради) – wieś na Ukrainie, w obwodzie wołyńskim, w rejonie łuckim. W 2001 roku liczyła 339 mieszkańców. Została założona w 1583 roku.